# Stichastrella
Stichastrella is een geslacht van zeesterren uit de familie Stichasteridae.

## Soorten
- Stichastrella ambigua (Farran, 1913)
- Stichastrella rosea (O.F. Müller, 1776)